# Список экорегионов Малави
Ниже приводится список экорегионов в Малави, о чем свидетельствует Всемирный Фонд дикой природы (ВФП).

## Наземные экорегионы
по основным типам местообитаний

### Тропические и субтропические влажные широколистные леса
- Прибрежные леса Южного Занзибара-Иньямбане

### Тропические и субтропические луга, саванны и кустарники
- Редколесья Центрально-Замбезийского Миомбо
- Редколесья Восточного Миомбо
- Редколесья Южного Миомбо
- Редколесья Замбези и Мопане

### Горные луга и кустарники
- Горные леса и луга Южного Малави
- Горные леса и луга Южного нагорья

### Затопляемые луга и саванны
- Затопленные луга Замбези

## Пресноводные экорегионы
по биорегиону

### Великие Африканские озёра
- Ньяса

### Восточное и прибрежное
- Озера Чилва и Чиута

### Замбези
- Замбези
  - Муланье
  - Нижнее Замбези